# مقلية
مقلية أو الكاليجنس (الاسم العلمي: Alcaligenes) هي جنس من البكتيريا، سلبية الغرام، تتبع المقليات.

## أصنوفات
الأصنوفات الأدنى لهذا الكائن:
- كود سباركل
- تحديث القائمة

نوع:ألكاليجينس فيسكولاكتيس 
اسم علمي: Alcaligenes viscolactis

نوع:مقلية برازية 
اسم علمي: Alcaligenes faecalis

نوع:مقلية بياشوية 
اسم علمي: Alcaligenes piechaudii

نوع:مقلية روهلاندية 
اسم علمي: Alcaligenes ruhlandii

نوع:مقلية عريضة 
اسم علمي: Alcaligenes latus

نوع:مقلية فينوسية 
اسم علمي: Alcaligenes venustus

نوع:مقلية مائية 
اسم علمي: Alcaligenes aquatilis

نوع:مقلية محللة للتربينات الأحادية 
اسم علمي: Alcaligenes defragrans

نوع:مقلية مدية جزرية 
اسم علمي: Alcaligenes aestus

نوع:مقلية منشودة 
اسم علمي: Alcaligenes cupidus

نوع:مقلية نازعة للنترات 
اسم علمي: Alcaligenes denitrificans

نوع:مقلية هادية 
اسم علمي: Alcaligenes pacificus

نوع:مقلية يوتروفوس 
اسم علمي: Alcaligenes eutrophus

نوع:Alcaligenes aquamarinus 
اسم علمي: Alcaligenes aquamarinus

نوع:Alcaligenes endophyticus 
اسم علمي: Alcaligenes endophyticus

نوع:Alcaligenes pakistanensis 
اسم علمي: Alcaligenes pakistanensis

نوع:Alcaligenes paradoxus 
اسم علمي: Alcaligenes paradoxus

نوع:Alcaligenes xylosoxidans 
اسم علمي: Alcaligenes xylosoxidans